# Tröglorier
Tröglorier (Nycticebus) är ett släkte i familjen lorier som tillhör ordningen primater. Systematiken är omstridd, men förmodligen omfattar släktet tre till åtta arter.

## Systematik och utbredning
Tröglorierna förekommer på det sydostasiatiska fastlandet samt på olika öar i regionen.

### Arter
Enligt Wilson & Reeder (2005) utgörs släktet av tre arter och dessutom upptäcktes 2012 en ny art (Nycticebus kayan, se nedan).
- Nycticebus bengalensis, lever i östra Indien och i Bangladesh, samt sydostasiatiska fastlandet.
- Tröglori (Nycticebus coucang) förekommer i Sydostasien (Sumatra, Malackahalvön, och mindre närliggande indonesiska öar).
- Nycticebus pygmaeus, är med en kroppslängd på 18 till 21 centimeter den minsta arten i släktet. Den lever i södra Kina, Laos, Vietnam och Kambodja.

Populationerna på Borneo och på Java betraktas efter undersökningar under 2000-talet ofta som självständiga arter, efter att tidigare betraktats som underarter till N. coucang.
- Nycticebus bancanus, södra Borneo och ön Bangka.
- Nycticebus borneanus, centrala och södra Borneo.
- Nycticebus javanicus, Java.
- Nycticebus kayan hittas på Borneo.[4]
- Nycticebus menagensis, östra Borneo och några filippinska öar.

## Kännetecken

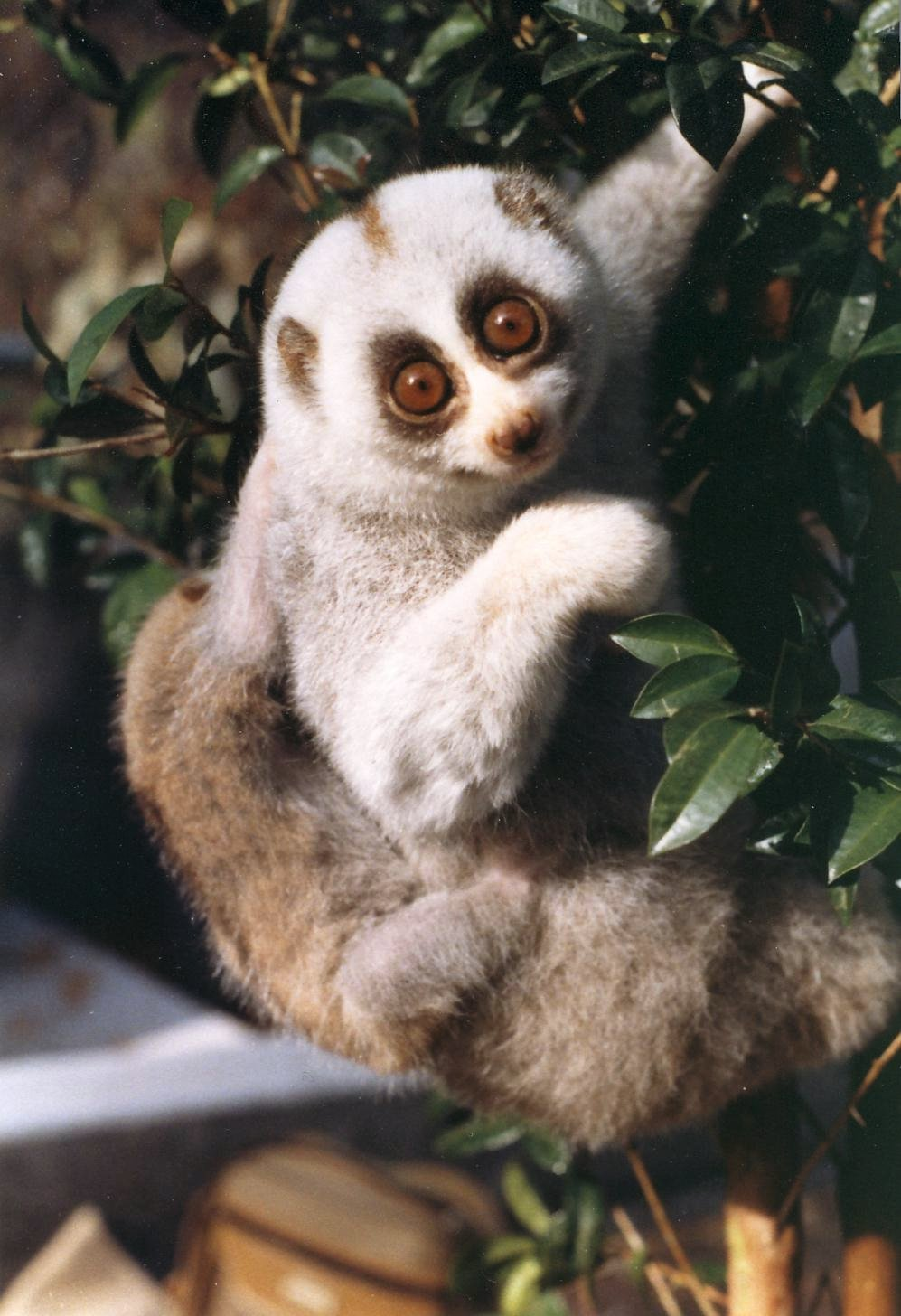
Hona av Nycticebus bengalensis med en sex veckor gammal unge på ryggen.

Kroppslängden ligger mellan 18 och 38 centimeter och vikten når ibland 2 kilogram men vissa exemplar väger bara omkring 400 g. De har bara en rudimentär svans. Pälsens färg varierar och är oftast gråbrun eller rödaktig med vita inslag på grund av ljusa hårspetsar. Arterna har en kraftig tumme och en kraftig stortå som underlättar att hålla sig fast vid grenar. De stora ögonen är riktade framåt och de små öronen är nästan gömda i pälsen. De skiljer sig från arterna i släktet Loris genom oformligare bål, kortare och kraftigare lemmar och något mindre ögon.

## Ekologi
Som alla medlemmar i familjen lorier är de aktiva på natten och lever i träd (främst i trädens kronor). De rör sig långsamt och har ett fast grepp runt grenarna. Individerna i arten lever antingen ensam, i par eller i familjegrupper. De har ett revir som markeras med urin. Körtlarna i armhålan producerar ett giftigt ämne som blandas med saliv. Det är däremot omstritt om giftet används för att skada byten eller fiender. Honan slickar över ungens päls innan hon lämnar den för att leta efter föda.

### Föda
Arterna i släktet är huvudsakligen köttätare och livnär sig av insekter, fågelägg och mindre ryggradsdjur. De smyger sig långsamt fram till bytet innan de blixtsnabb slår till. I sällsynta fall äter de även frukter.

### Fortplantning
Honor kan bli brunstiga under olika årstider med 29 till 45 dagar mellanrum. Efter dräktigheten som varar i ungefär 190 dagar föds vanligtvis en unge (sällan två). I början bärs ungen av modern eller fadern. Ungen klamrar sig fast i föräldrarnas päls. Senare lämnas ungen på en gren innan föräldrarna letar efter föda. Efter cirka fem till sju månader sluter honan att ge di. Livslängden i fångenskap går vanligen upp till 20 år och enskilda exemplar blev 26 år gamla.

## Tröglorier och människor
I Sydostasien är olika former av skrock bundna till dessa djur. Till exempel påstås att sår läker snabbare om de täcks med päls av Nycticebus. Fartyg som har en individ av släktet ombord ska inte riskera att hamna i bleke.
Arterna hotas på grund av illegal handel och genom att deras levnadsområden förstörs. Ett problem är också deras låga reproduktionsförmåga. Alla arter är rödlistade av Internationella naturvårdsunionen IUCN: Nycticebus javanicus som starkt hotad (endangered), de övriga som sårbara (vulnerable).